# Triakisikosaeder

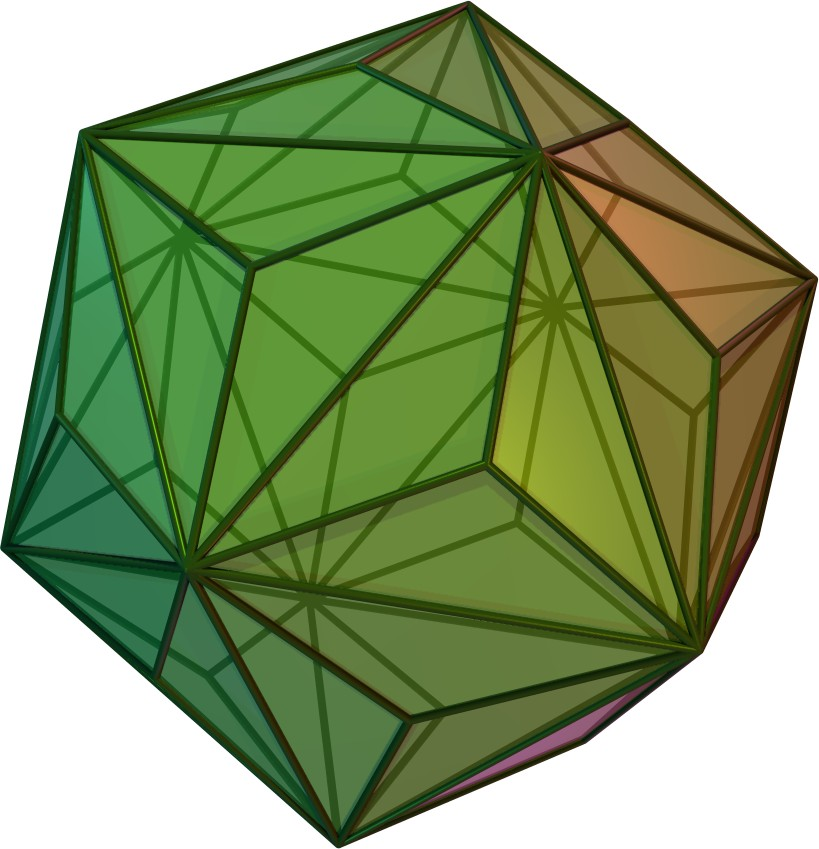
3D-Ansicht eines Triakisikosaeders (Animation)

Das Triakisikosaeder ist ein konvexes Polyeder, das sich aus 60 gleichschenkligen Dreiecken zusammensetzt und zu den Catalanischen Körpern zählt. Es ist dual zum Dodekaederstumpf und hat 32 Ecken sowie 90 Kanten.

## Entstehung
Werden auf die 20 Begrenzungsflächen eines Ikosaeders (Kantenlänge {\displaystyle a}) Pyramiden mit der Flankenlänge {\displaystyle b} aufgesetzt, entsteht ein Triakisikosaeder, sofern folgende Bedingung erfüllt ist:
{\displaystyle {\frac {a}{3}}{\sqrt {3}}<b<{\frac {a}{4}}{\sqrt {10-2{\sqrt {5}}}}}
- Für den zuvor genannten minimalen Wert von {\displaystyle b} haben die aufgesetzten Pyramiden die Höhe 0, sodass lediglich das Ikosaeder mit der Kantenlänge {\displaystyle a} übrig bleibt.
- Das spezielle Triakisikosaeder mit gleichen Flächenwinkeln entsteht, wenn {\displaystyle b={\frac {a}{22}}\,(15-{\sqrt {5}})} ist.
- Nimmt {\displaystyle b} den o. g. maximalen Wert an, entartet das Triakisikosaeder zu einem Rhombentriakontaeder mit der Kantenlänge {\displaystyle b}.
- Überschreitet {\displaystyle b} den maximalen Wert, so ist das Polyeder nicht mehr konvex und entartet schließlich für {\displaystyle b={\frac {a}{2}}\left(1+{\sqrt {5}}\right)} zum Ikosaederstern.

## Formeln

### Allgemein
| Größen eines Triakisikosaeders mit Kantenlängen a, b | Größen eines Triakisikosaeders mit Kantenlängen a, b                                                               |
| ---------------------------------------------------- | --- |
| Volumen                                              | {\displaystyle V={\frac {5}{12}}a^{2}\left(a(3+{\sqrt {5}})+4{\sqrt {3b^{2}-a^{2}}}\right)}                        |
| Oberflächeninhalt                                    | {\displaystyle A_{O}=15a{\sqrt {4b^{2}-a^{2}}}}                                                                    |
| Pyramidenhöhe                                        | {\displaystyle k={\frac {1}{3}}{\sqrt {9b^{2}-3a^{2}}}}                                                            |
| Inkugelradius                                        | {\displaystyle \rho ={\frac {a}{4}}{\sqrt {{\frac {10a+4b}{a+2b}}+2{\sqrt {5}}}}}                                  |
| Flächenwinkel (über Kante a)                         | {\displaystyle \cos \,\alpha _{1}={\frac {(12b^{2}-5a^{2}){\sqrt {5}}-8a{\sqrt {3b^{2}-a^{2}}}}{9(4b^{2}-a^{2})}}} |
| Flächenwinkel (über Kante b)                         | {\displaystyle \cos \,\alpha _{2}={\frac {2b^{2}-a^{2}}{4b^{2}-a^{2}}}}                                            |

### Speziell

Kantenkugel im speziellen Triakisikosaeder: Deutlich treten die Kugelkappen auf den einzelnen Dreiecksflächen hervor. Die Inkreise sind zugleich Schnittflächen der Dreiecke mit der Kantenkugel.

| Größen eines Triakisikosaeders mit Kantenlänge a | Größen eines Triakisikosaeders mit Kantenlänge a                                                                |
| ------------------------------------------------ | --- |
| Volumen                                          | {\displaystyle V={\frac {5}{44}}a^{3}(5+7{\sqrt {5}})}                                                          |
| Oberflächeninhalt                                | {\displaystyle A_{O}={\frac {15}{11}}a^{2}{\sqrt {109-30{\sqrt {5}}}}}                                          |
| 2. Seitenlänge ≈ 0,5802 · a                      | {\displaystyle b={\frac {a}{22}}\,(15-{\sqrt {5}})}                                                             |
| Pyramidenhöhe                                    | {\displaystyle k={\frac {a}{66}}(5{\sqrt {5}}-9){\sqrt {3}}}                                                    |
| Inkugelradius                                    | {\displaystyle \rho ={\frac {a}{4}}{\sqrt {\frac {10(33+13{\sqrt {5}})}{61}}}}                                  |
| Kantenkugelradius                                | {\displaystyle r={\frac {a}{4}}\left(1+{\sqrt {5}}\right)}                                                      |
| Flächenwinkel ≈ 160° 36′ 45″                     | {\displaystyle \cos \,\alpha =-{\frac {1}{61}}(24+15{\sqrt {5}})}                                               |
| Sphärizität ≈ 0,96734                            | {\displaystyle \Psi ={\frac {\sqrt[{3}]{396\,\pi \left(27+7{\sqrt {5}}\right)}}{6{\sqrt {109-30{\sqrt {5}}}}}}} |